# Румпельштильцхен (фильм, 1995)
Румпельштильцхен (англ. Rumpelstiltskin) — американский фэнтезийный комедийный фильм ужасов, снятый на основе персонажа сказок братьев Гримм, режиссёром Марком Джонсом. Главную роль исполнил Макс Гроденчик.

## Сюжет
В XV веке волшебнице удается изгнать похитителя детей, злобного карлика Румпельштильцхена, из мира людей. Существо принимает форму статуэтки из зеленоватого камня, и колдунья бросает его в море. Однако спустя столетия фигурка оказывается в антикварной лавке, которой владеет эксцентричная пожилая дама. Шелли Стюарт, вдова убитого полицейского, покупает диковинную вещицу, а ее искренние слезы, пролитые по покойному супругу, пробуждают Румпельштильцхена от векового сна. Карлик исполняет желание женщины и воскрешает ее мужа из мертвых, но на следующее утро чары рассеиваются, и Румпельштильцхен начинает преследовать Шелли, желая заполучить душу ее маленького сына — Джона. 

## Команда

### В ролях
- Макс Гроденчик — Румпельштильцхен
- Ким Джонстон Ульрих — Шелли Стюарт
- Томми Блэйз — Макс Бергман
- Эллис Бисли — Хильди
- Вера Локвуд — Матильда
- Джей Пикетт — Рассел Стюарт
- Шерман Огастас — Джон МакКэйб
- Валери Уайлдмен — Нэдда
- Джек МакГи — детектив Бэн Смит

### Съёмочная группа
- Режиссёр — Марк Джонс
- Продюсеры — Майкл Прескотт, Джо Руби, Кен Спирс
- Линейный продюсер — Нэнси Палоян
- Сценаристы — Марк Джонс, Джо Руби
- Оператор — Дуглас Милсом
- Художник — Кен Ларсон
- Художник постановщик — Иво Кристанте
- Художник по костюмам — Холли Дэвис
- Художник по декорациям — Тим Колохан
- Монтажеры — Рик Филдс, Кристофер Холмс, Рональд Крехель

## Производство
Продюсерами фильма выступили Джо Руби и Кен Спирс, авторы оригинального мультфильма о Скуби-Ду, а Руби также стал соавтором сценария фильма. Музыку для фильма написал Чарльз Бёрнштейн, который ранее выступил композитором к фильму «Кошмар на улице Вязов».

## Релиз
Фильм провалился в прокате, собрав в ограниченном прокате в США, всего в 54 кинотеатрах 294 991 долларов. 21 августа 2001 года компания Republic Pictures выпустила фильм на DVD в США, на других носителях и в других странах фильм больше не издавался.

## Критика
AllMovie пишет «...может похвастаться хорошим гримом от Кевина Ягера, но все равно это один из худших фэнтезийных ужастиков 90-х». Грим Ягера, как и музыку Бёрнштейна, хвалит критик сайта 1428elm.com Джеймс Девайн. В 2019 году на сайте JoBlo.com появилась рецензия на фильм, которая пересмотрела его в позитивном ключе: «Послушайте, «Румпельштильцхен» не снискал наград, мы все это понимаем. Однако фильм заслуживает большего... Он динамичный, веселый, задорный, кровавый и сознательно высмеивает себя, будучи мрачным сказочным фарсом».

## Саундтрек
Оригинальную музыку к фильму сочинил Чарльз Бернштейн, известный по таким фильмам как "Кошмар на улице Вязов" (1984), "Существо" (1981), "День Дурака" (1986) и "Смертельный друг" (1986).13 октября 2023 года лейбл Terror Vision Records выпустил инструментальный саундтрек на виниле и кассете ограниченным тиражом. Данный выпуск также содержит примечания композитора Чарльза Бернштейна.